# Bitwa pod Wiedniem

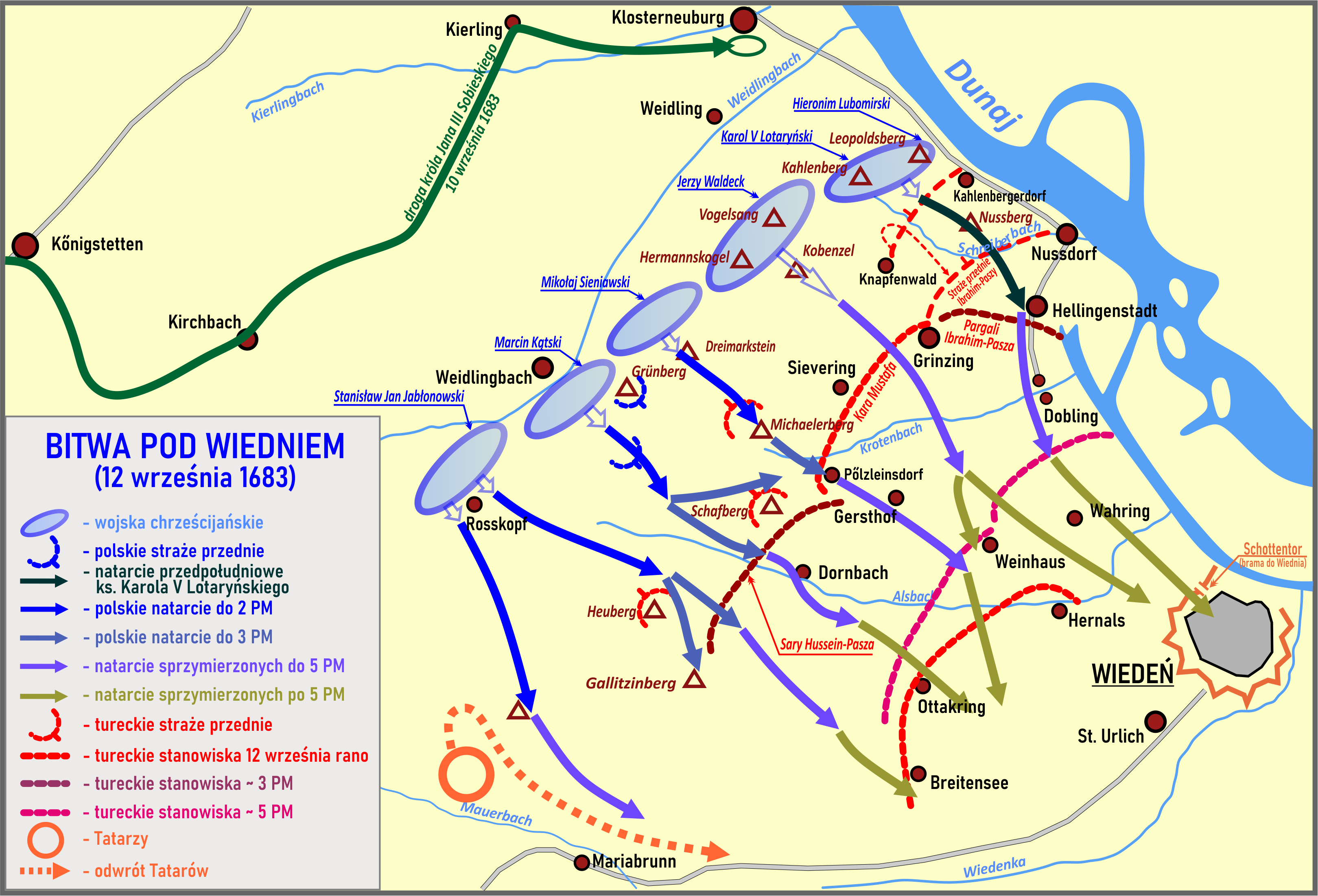

Bitwa pod Wiedniem (inaczej nazywana odsieczą wiedeńską lub rzadziej wiktorią wiedeńską) – bitwa stoczona 12 września 1683 pod Wiedniem między wojskami polsko-cesarskimi pod dowództwem króla Jana III Sobieskiego a armią Imperium Osmańskiego pod wodzą wezyra Kara Mustafy. Bitwa była przełomowym wydarzeniem w wojnie – zakończyła się klęską Osmanów, którzy od tej pory przeszli do defensywy i przestali stanowić zagrożenie dla chrześcijańskiej części Europy.

## Geneza
Imperium Osmańskie od chwili powstania opierało się na podbojach. Na przestrzeni wieków kolejne państwa były najeżdżane i podbijane przez sułtanat turecki. W połowie XIV wieku Turcy podjęli planowy podbój Bałkanów opanowując Bizancjum, Bułgarię, Albanię i Serbię. W roku 1541 interweniowali na Węgrzech w czasie wojny między Habsburgami a Zápolyami, wspierając najpierw tych drugich, a następnie odbierając im stolicę i środkową część kraju. Jednocześnie Turcy zmusili do uznania swojej zwierzchności księstwa naddunajskie – Wołoszczyznę i Mołdawię. W długiej wojnie 1645-1669 odebrali Wenecji Kretę. W 1672 roku uderzyli na Polskę osłabioną wojnami ze Szwecją, Rosją i Kozakami. Zdobyli wówczas Kamieniec Podolski i zajęli Podole. Zwierzchnictwo Turcji uznał kozacki hetman Petro Doroszenko, podporządkowując jej część Ukrainy Prawobrzeżnej, co było jedną z przyczyn wybuchu wojny turecko-rosyjskiej (1677-1681). W 1678 roku Turcy zdobyli Czehryń, a w 1681 podpisano traktat w Bachczysaraju.
Turkom nie udało się jednak pokonać Habsburgów i opanować pozostałej części Węgier. W 1682 roku, w należącej do Austrii części Węgier (Górne Węgry – obecna Słowacja), wybuchło powstanie antyhabsburskie. Na jego czele stanął Emeryk Thököly. Turcy, zajmujący pozostałą część Węgier, starali się je wykorzystać, a po oddaniu się Thökölyego w zależność lenną, Porta podjęła przygotowania do nowej wielkiej wyprawy wojennej.
Zagrożony najazdem cesarz Leopold I zwrócił się do Polski z propozycją zawarcia zaczepno-obronnego przymierza przeciw Turcji.

## Zabiegi polityczne

Janczarzy

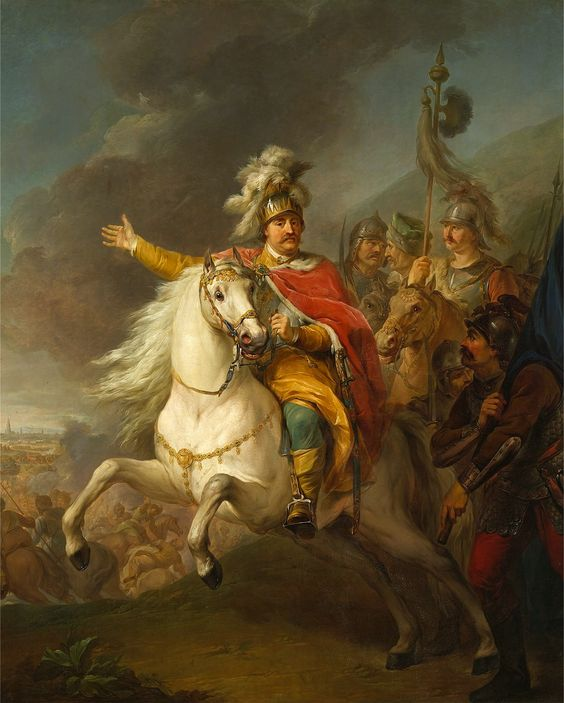
Marcello Bacciarelli Oswobodzenie Wiednia przez Jana Sobieskiego – Zamek Królewski w Warszawie.

Mimo wspólnej granicy, wojen polsko-tureckich początkowo nie było. Ciągłe napięcia na granicy były spowodowane najazdami Tatarów na Polskę oraz Kozaków na imperium osmańskie. Strefą sporną były tereny Mołdawii i Wołoszczyzny. W latach 1620–1621 doszło na tym tle do wojny. Polska poniosła klęskę w bitwie pod Cecorą. Zawarto pokój, który przetrwał do 1672 roku. W kategorii długofalowej polityki zarówno Polski, jak i Osmanów, były to tylko incydenty.
Po pokoju w Buczaczu warunków podpisanego traktatu nie uznał sejm polski. W 1673 roku Polska pobiła Osmanów pod Chocimiem. Wojna skończyła się rozejmem, ale obie strony szykowały się do kolejnej. Król Jan III Sobieski próbował utworzyć koalicję, początkowo z Francją i Szwecją (Francja, pozostająca w dobrych stosunkach z Osmanami, podjęła się mediacji). Zabiegi dyplomatyczne w Imperium Osmańskim nie przyniosły efektów. Wobec zmiany polityki przez Ludwika XIV, Polska próbowała stworzyć porozumienie polsko-habsbursko-rosyjskie, ale zarówno car, jak i cesarz nie byli zainteresowani. Dopiero w efekcie koncentracji wojsk tureckich Leopold I zaczął zabiegać o przymierze z Polską.

### Dyplomacja habsburska
Pomimo strat terytorialnych cesarstwo nie było zainteresowane prowadzeniem wojny z Osmanami, dlatego odrzucono projekt przymierza, wysunięty przez Polskę. Cesarz Leopold I uwikłał się tymczasem w konflikt z Francją (będącą wówczas u szczytu potęgi). Król Francji Ludwik XIV rozpoczął wtedy tzw. „politykę reunionów” i wysunął roszczenia do szeregu terytoriów nad Renem; w roku 1681 zaanektował (między innymi) Strasburg oraz Księstwo Dwóch Mostów (Zweibrücken). Z ramienia cesarza i Stolicy Apostolskiej budowaniem koalicji antytureckiej zajmował się kapucyn Marek z Aviano.
Gdy zabiegi dyplomatyczne z Osmanami nie przyniosły rezultatów, rozpoczęto pertraktacje z Polską. Były one utrudnione przez działające w Polsce silne stronnictwo profrancuskie. Francja była też w dobrych stosunkach z Osmanami, co również mogło mieć wpływ na cel ataku. Ostatecznie 1 kwietnia 1683 roku zawarto przymierze przeciwko Osmanom – antydatując je na 31 marca aby na dokumencie nie widniała data prima aprilis. Gwarantem traktatu został papież Innocenty XI. W traktacie ustalono:
- w obliczu zagrożenia któregokolwiek z miast (Kraków albo Wiedeń), druga strona pośpieszy na pomoc;
- na utrzymanie wojsk polskich cesarz i papież wyasygnują subsydia pieniężne.

### Siły tureckie
Turcy zbierali siły w Adrianopolu, gdzie już 2 stycznia 1683 roku zatknięto buńczuki wojenne. 31 marca armia turecka wyruszyła do Belgradu pod wodzą sułtana Mehmeda IV. W Belgradzie dołączyły siły z pobliskich prowincji. Dowódcą wyprawy został wielki wezyr Kara Mustafa. Wielka armia wyruszyła na Węgry. Tu, w Székesfehérvárze na wielkiej radzie wojennej wyznaczono cel: Wiedeń.
10 lipca pod murami austriackiej stolicy stanęło blisko 140–300 tys. ludzi. Była to największa armia, jaką Turcy zmobilizowali w XVII wieku.

### Siły austriackie
Z powodu nadziei, że do wojny nie dojdzie, mobilizacja była spóźniona. Austriacy wydzielili kilka korpusów do osłony granic, a pozostałe siły zebrali w okolicach Bratysławy. 6 maja siły austriackie dokonały koncentracji pod Kittsee. Ogółem liczyły one 32 tys. żołnierzy. Głównym dowódcą został książę Karol Lotaryński.
Dodatkowo armię cesarską wsparł 3-tysięczny korpus zaciężnych wojsk polskich pod wodzą Hieronima Lubomirskiego, zwerbowanych na terenie Polski. Na ochotniczy nabór tych oddziałów zgodził się król Polski.
Z powodu narastającego konfliktu z Francją, większość księstw Rzeszy nie mogła przysłać posiłków. Przybyły one dopiero przed bitwą wiedeńską.

## Przebieg kampanii

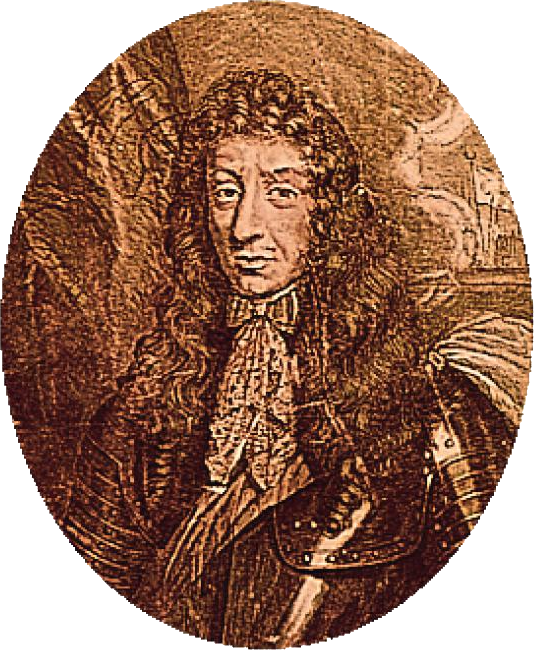
Hrabia Ernst Rüdiger Starhemberg

Kara Mustafa zamierzał zaskoczyć przeciwnika. Do ostatniej chwili nie było jasne, czy uderzenie zostanie skierowane przeciwko Polsce, czy Austrii. W Székesfehérvárze do armii tureckiej dołączyli Tatarzy, którzy wcześniej obozowali pod Kamieńcem Podolskim, szachując Rzeczpospolitą. Dopiero tutaj wielki wezyr wyznaczył kierunek natarcia, co miało opóźnić reakcję Polski. Szybkim marszem ruszył w głąb Austrii w stronę twierdzy Jawaryn. Był to kolejny manewr mający na celu zmylenie przeciwnika, co częściowo się powiodło.

### Manewry
Książę Lotaryński rozpoczął działania wyprzedzające. Wojska austriackie obległy Nowe Zamki oraz ruszyły na Esztergom. Na wieść o pochodzie armii tureckiej cesarz odwołał atakujące oddziały. Książę Lotaryński wycofał się pod twierdzę Jawaryn. Tutaj chciał szachować przeciwnika, gdyby ten rozpoczął jej oblężenie. Tymczasem zagony tatarskie, idące w straży przedniej, dokonały głębokiego oskrzydlenia wojsk austriackich. 7 lipca wojska austriackie, wycofując się, przyjęły bitwę pod Petronell. Książę wycofał się pod Wiedeń.
W stolicy Austrii wybuchła panika. Do wszystkich sojuszników wystosowano apel o pomoc. Cesarz wyjechał do Linzu, później zatrzymał się w Pasawie. 14 lipca Turcy podeszli pod Wiedeń, a dwa dni później wyparli z okolicy wojska austriackie i otoczyli miasto. Oprócz natychmiast rozpoczętych przygotowań do zdobycia miasta, Kara Mustafa wysłał w pole samodzielne oddziały: w stronę Jawaryna blokujące ewentualne ruchy załogi, posiłki do powstańców węgierskich Thökölyego, zmierzających na Bratysławę. Dalekimi rajdami w głąb kraju zapuściły się czambuły tatarskie.
Wojska austriackie cofnęły się pod Jedlersee. Książę Lotaryński wyczekawszy dogodnego momentu ruszył pod Bratysławę i 31 lipca pobił armię Thökölyego. Stąd oddziałami kawalerii austriackiej i jazdą Lubomirskiego blokował Tatarom dostęp do Moraw.

### Oblężenie Wiednia
Wiedeń był silnie ufortyfikowanym miastem. Dowódcą wojskowym został generał Ernst Starhemberg. Obrona miała do dyspozycji 11 tysięcy żołnierzy, prawie 5 tysięcy straży miejskiej oraz mocną artylerię.
Turcy natychmiast rozpoczęli roboty ziemne i minerskie od południowego zachodu. Za najbardziej dogodne miejsce do złamania obrony uznali okolice bastionów Löbl i Zamkowego. Najbardziej zacięte walki toczyły się o zdobycie osłaniającego je rawelinu. Doświadczeni tureccy minerzy kopali podziemne tunele w celu zakładania min, obrońcy próbowali je unieszkodliwiać, organizując wycieczki.
Mimo odpierania przez dwa miesiące nieustannych szturmów, 3 września Turcy zdobyli rawelin. Następnie zdobyli przyczółki w obu bastionach. Szykowali się do zdobycia murów pomiędzy nimi i zajęcia miasta. Załoga Wiednia, dowodzona przez hrabiego Starhemberga, broniła się przez cały lipiec i sierpień. Po dwóch miesiącach oblężenia liczebność obrońców spadła z początkowych 18 tysięcy do niespełna 5 tys. żołnierzy.
W dniach 4–9 września Turcy znaleźli się w odległości strzału z rusznicy od zamku cesarskiego. Wiadomość o nadejściu posiłków z Polski podtrzymała morale obrońców.

### Organizacja polskiej odsieczy

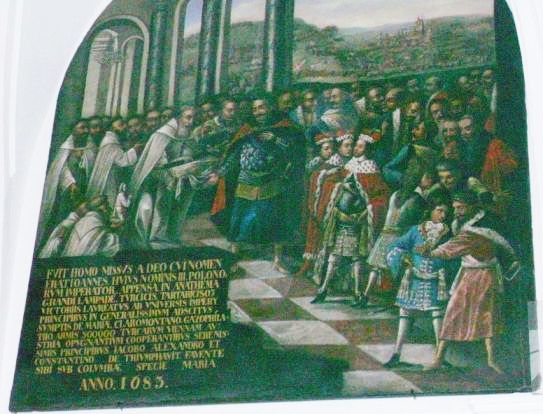
Król Jan III Sobieski z wizytą na Jasnej Górze przed wyruszeniem pod Wiedeń, obraz z Sali Rycerskiej Klasztoru Jasnogórskiego

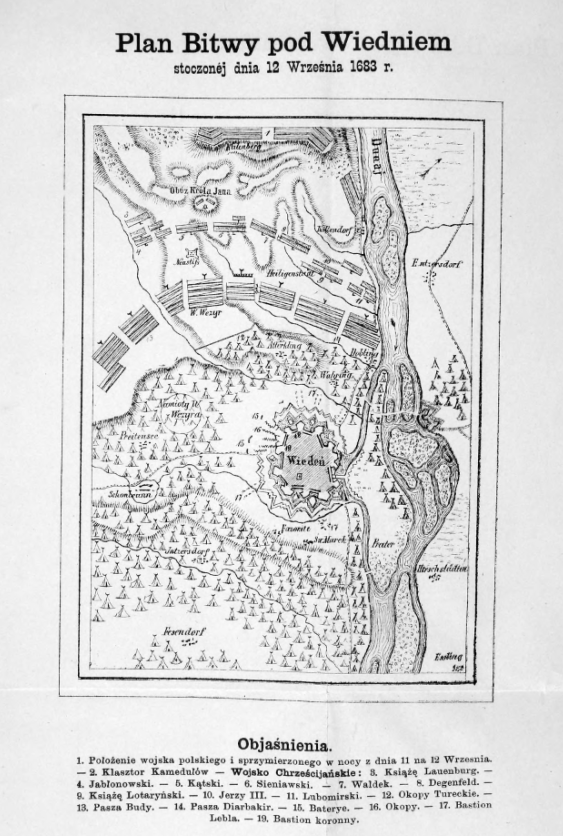
Plan bitwy

W Rzeczypospolitej panował skomplikowany system prawny w kwestii wojska i prowadzenia wojen. Na prowadzenie wojny poza granicami kraju musiał wyrazić zgodę sejm, tak samo na mobilizację. Sejm uchwalił podatek nadzwyczajny na wystawienie i utrzymanie 48-tysięcznej armii. Ogółem pod bronią znajdowało się wówczas około 12 tysięcy ludzi, trzeba było ogłosić zaciągi. Dodatkowo sejmiki poszczególnych województw musiały zebrać się i zatwierdzić pobór podatku. To bardzo opóźniło zbieranie wojsk. Pieniądze z podatków zebrano więc dopiero pod koniec lipca. Wcześniej bazowano na środkach prywatnych: sam król wydał około pół miliona złotych. W czerwcu napłynęły pieniądze od cesarza Austrii.
Istniejące wojsko zebrano w Trembowli, nowo organizowane miało zebrać się w pobliżu Lwowa. Wojsko z Litwy zbierało się w Janowie Podlaskim. Następnie planowano kampanię na Podolu. 1 lipca był pierwszym niedotrzymanym terminem mobilizacji. Kiedy Turcy ruszyli na Austrię, Sobieski nakazał zbierać wojsko pod Krakowem.
16 lipca przybył posłaniec cesarski z prośbą o odsiecz. 18 lipca Sobieski ruszył z całym dworem do Krakowa. Po drodze wstąpił na Jasną Górę. Ponaglany przez Austriaków i papieża do realizacji warunków traktatu, wyruszył z zebranym wojskiem na odsiecz stolicy Austrii. 20 sierpnia 1683 roku król Jan III Sobieski, zmierzając pod Wiedeń, pragnął pomodlić się w kościele w Piekarach Śląskich, gdzie wysłuchał mszy i przed obrazem Matki Bożej prosił o zwycięstwo.

### Pochód wojsk polskich
Sobieski zabrał z Krakowa ok. 27 tys. wojsk koronnych, w tym 24 chorągwie husarii, i 29 lipca, nie czekając na spóźniających się Litwinów, pomaszerował śpiesznie na odsiecz Wiedniowi. Trasa marszu prowadziła przez Śląsk, Morawy i Czechy. Łańcuch ponad 6000 wozów z amunicją i żywnością dla żołnierzy podzielono na dwie grupy.
Pierwsza z nich ruszyła drogą z Gliwic przez Rybnik wraz z królem. Druga grupa przeszła przez Sośnicowice, Prudnik, Kotlinę Kłodzką i Brandýs nad Orlicí, a następnie połączyła się z pierwszą grupą we Brnie. W pochodzie towarzyszył królowi najstarszy syn, Jakub.
3 września wojska sprzymierzone spotkały się w Tulln nad Dunajem. Tam Jan III Sobieski przejął komendę nad całością wojsk austriackich, niemieckich i polskich, liczących łącznie blisko 70 tysięcy żołnierzy (w tym 31 tysięcy jazdy). Przyjęty też został jego plan operacyjny. Koncentracja wszystkich wojsk nastąpiła na prawym brzegu Dunaju, na równinach pod Tulln, 40 km na północny zachód od Wiednia, po przeprawieniu wojsk 6–8 września przez rzekę. Wojska austriacko-niemieckie otrzymały rozkaz nacierania na Turków poprzez pagórkowaty teren wzdłuż prawego brzegu Dunaju. Ich głównym zadaniem było angażowanie jak największych sił przeciwnika i spychanie go wprost w kierunku broniącego się w oblężeniu Wiednia. Natomiast całość polskich wojsk koronnych, w tym 14 tys. jazdy, Sobieski poprowadził skrycie, korzystając z miejscowych przewodników węgierskich, okrężną drogą przez bezdroża Lasu Wiedeńskiego. Ta przeprawa wielkiej masy ludzi i koni, objuczonych rozebranymi 26 armatami, przez leśne gęstwiny wzgórz podwiedeńskich, trwała dwa dni.

## Bitwa
Husarz kopije jeno co swe złoży niejeden na szpil zostaje wetchniony,

Co ich nie tylko zamiesza, lecz strwoży, sztych nieuchronny i nie odłożony,

Bo kogo trafi, tyrańsko się sroży biorący czasem i po dwie persony,

A drudzy pierzchną tak skwapliwym tropem, jak muchy przykrym sobie przed ukropem.

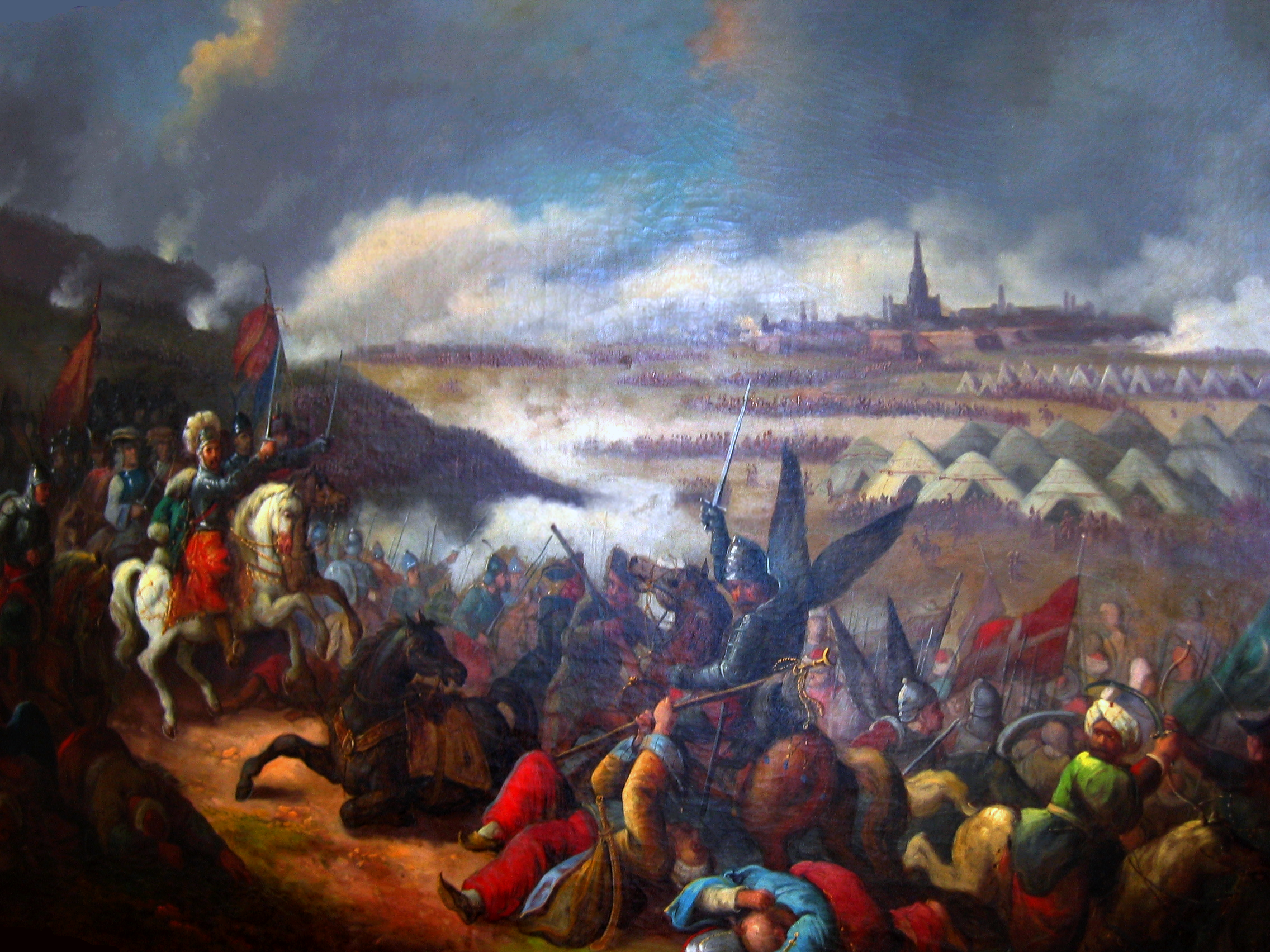
Jan Krzysztof Damel, Bitwa pod Wiedniem

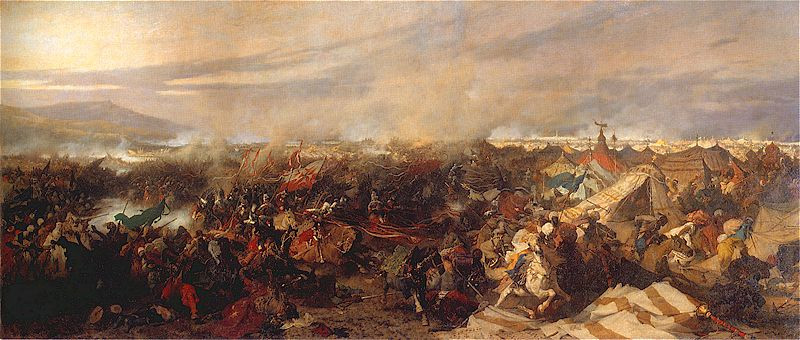
Józef Brandt, Bitwa pod Wiedniem

12 września 1683 o czwartej rano król Jan III Sobieski uczestniczył w mszy, którą celebrował na ruinach kościoła św. Józefa i klasztoru legat papieski Marek z Aviano. Bitwa rozpoczęła się rankiem 12 września, ale rozstrzygające natarcie jazdy miało miejsce późnym popołudniem. Kara Mustafa, będąc pewnym wartości swoich wojsk, nie poczynił większych przygotowań do obrony. Obóz turecki nie został wystarczająco umocniony. Zabezpieczono jedynie odcinek między wioskami Nussdorf a Schafberg. Na północ od Wienhaus wzniesiono kilka szańców zwanych przez wiedeńczyków Türkenschanz. Niemcy i Austriacy atakowali na lewym skrzydle na łagodnych stokach wzgórz między Kahlenbergiem i Leopoldsbergiem, w bezpośrednim sąsiedztwie Dunaju. Polacy przedzierali się dalej przez bezdroża Lasu Wiedeńskiego. Turcy nie skupili tam większych sił, gdyż z tej strony nie spodziewali się ataku
Na skraj Lasu Wiedeńskiego wojska Sobieskiego wyszły dopiero w godzinach popołudniowych. Znajdował się tam rozległy teren doliny rzeczki Wiedenki, opadający łagodnie w kierunku oblężonego Wiednia. Bliżej znajdowało się wielkie obozowisko i spiesznie formujące się oddziały tureckie. W winnicach porastających stoki ukrywały się oddziały janczarów. Król kazał więc generałowi Marcinowi Kazimierzowi Kątskiemu wysunąć do przodu piechotę i artylerię celem oczyszczenia terenu. Po kilkugodzinnej walce piechurzy Zbrożka wyparli wojska tureckie i otworzyli drogę kawalerii. Żołnierze polscy, ze względu na używanie uzbrojenia i ubioru podobnego do tureckiego, walczyli w opaskach ze słomy założonych na lewe ramię. Miało to zapobiec omyłkowym walkom z wojskami sojuszniczymi.
Kolejną decyzją Sobieskiego było wysłanie chorągwi husarskiej porucznika Zbierzchowskiego na rozpoznanie terenu, czy nie kryje rowów, wilczych dołów, aproszy itp. Chorągiew przebiegła cwałem między stanowiskami tureckimi, prowadząc do ich dezorganizacji, ale i ponosząc duże straty. Rozpoznanie potwierdziło dane wywiadowcze, że szarża jazdy z tej strony jest możliwa.
O godzinie 18 Sobieski dał znak do rozpoczęcia generalnego szturmu. Do szarży ruszyła husaria hetmanów Stanisława Jabłonowskiego, Mikołaja Sieniawskiego, a także pułki dowodzone bezpośrednio przez króla; szarżowała również kawaleria austriacka i niemiecka. Zdaniem niektórych historyków brało w niej udział ponad 20 tys. jeźdźców. Osmanowie nie wytrzymali impetu szarży. Pierwsi w rozsypkę poszli Tatarzy, potem spahisi, wreszcie piechota janczarska, dotąd oblegająca Wiedeń, ściągnięta dla ratowania frontu. W końcu do ucieczki rzucił się także wezyr ze świtą.
Cała bitwa trwała około 12 godzin, a szarża sił Sobieskiego zakończyła się w ciągu pół godziny. Po zdobyciu obozu Sobieski zatrzymał swe wojska, gdyż cel, jakim było oswobodzenie Wiednia, został zapewniony.

## Po bitwie

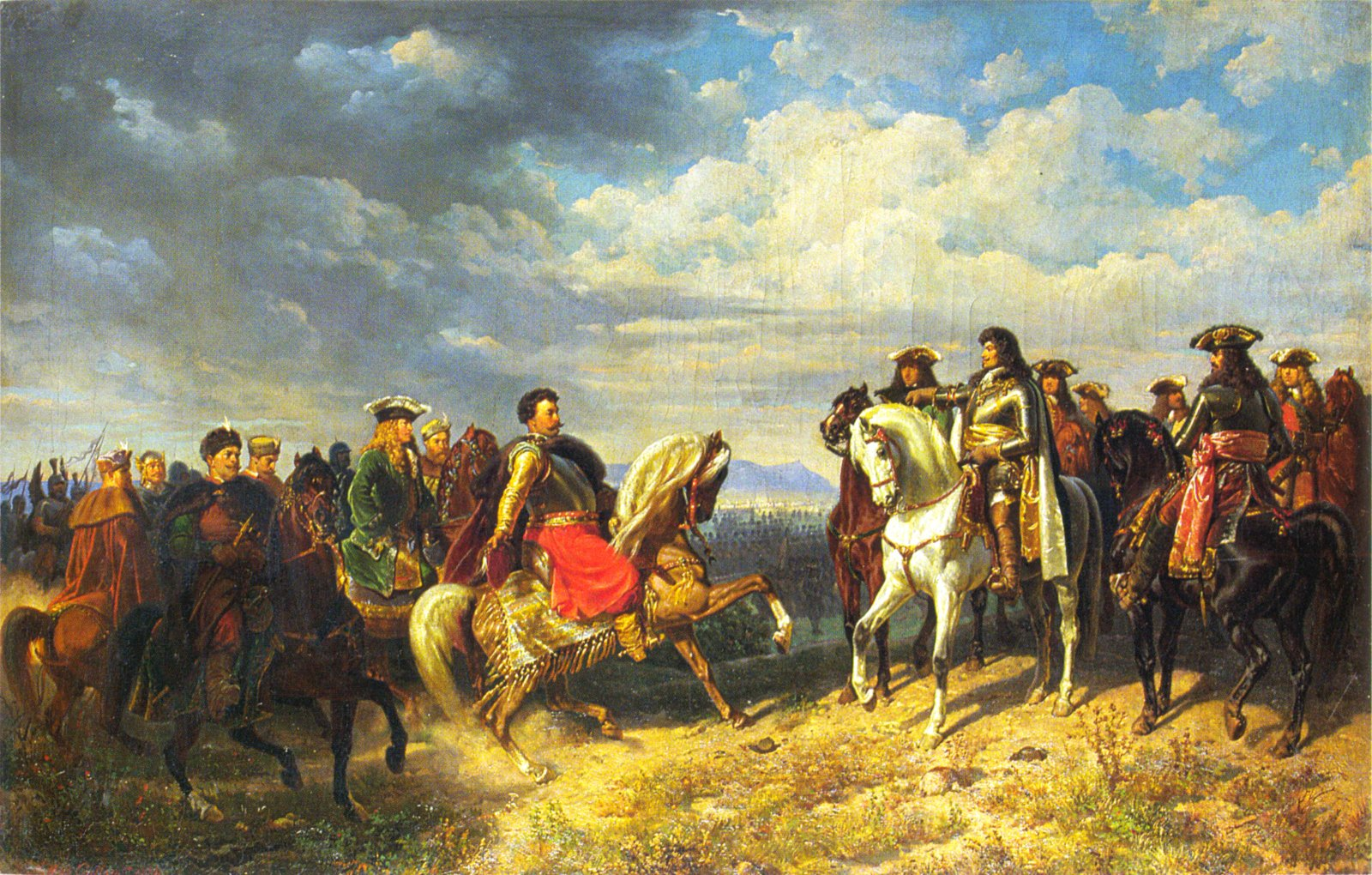
Artur Grottger, Spotkanie Jana III Sobieskiego z Leopoldem I

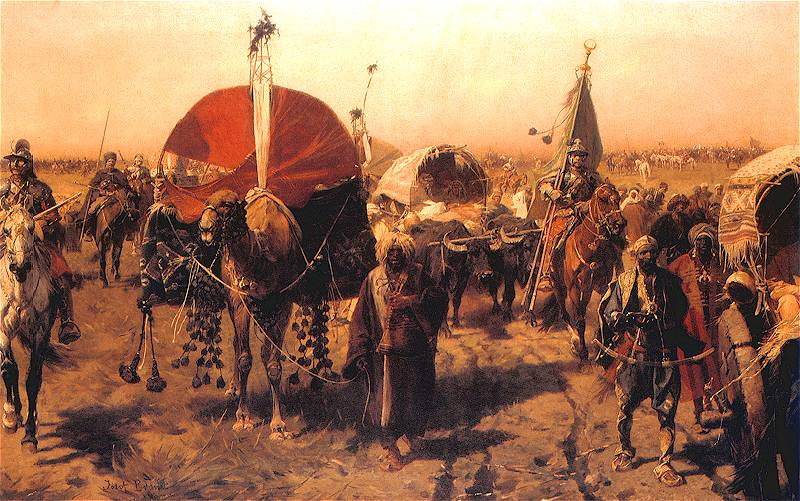
Józef Brandt, Powrót z Wiednia

W nocy, w zdobycznym namiocie wezyra, król napisał dwa listy. Jeden do papieża Innocentego XI – ze słowami Venimus, vidimus et Deus vicit (Przybyliśmy, zobaczyliśmy i Bóg zwyciężył), drugi do małżonki, Marysieńki, zaczynając od słów: Bóg i Pan nasz na wieki błogosławiony dał zwycięstwo i sławę narodowi naszemu, o jakiej wieki przeszłe nigdy nie słyszały. W liście do Marii Kazimiery napisanym nad ranem 13 września w namiotach wezyrskich, król dokładnie opisał przebieg zwycięskiej bitwy.
Do listu papieskiego dołączył haftowany złotem zielony sztandar, powiewający nad namiotem Kara Mustafy, wzięty omyłkowo za sztandar proroka, natomiast w ślad za listem do Marysieńki król Jan odprawił do Krakowa 80 wozów z bronią, siodłami, namiotami, arrasami, tkaninami, ubiorami i innymi cennymi przedmiotami, zdobytymi przez husarię w wielkim obozie tureckim. Poza tym wśród zdobyczy naliczono około 25 tysięcy namiotów, 20 tysięcy zwierząt pociągowych i jucznych (bawołów, wołów, mułów i wielbłądów), 10 tysięcy owiec, ogromne ilości zboża, ryżu, miodu, kawy i innych produktów żywnościowych. Do cesarskiego arsenału w Wiedniu odwieziono 117 armat, 983 cetnary prochu, 1500 cetnarów ołowiu, 20 tysięcy granatów, 2000 pocisków zapalających, 1000 bomb i 18 tysięcy zwykłych kul.
Straty Turków w bitwie wyniosły do 20 tysięcy zabitych i 5 tysięcy rannych, podczas gdy sprzymierzeni stracili 1500 zabitych i około 2500 rannych. Znaczna część armii tureckiej zdołała ujść z pogromu, tracąc jednak część uzbrojenia, wszystkie działa oraz zapasy wojenne. Od pogromu wiedeńskiego Imperium Osmańskie nie przeszło więcej do ofensywy, a wielki wezyr Kara Mustafa za przegraną bitwę wiedeńską i całą nieudaną wyprawę wojenną został z rozkazu sułtana uduszony.
Bezpośrednim efektem bitwy było podpisanie w Linzu koalicji antytureckiej Ligi Świętej. Rozpoczęto wielkie działania wojenne toczone ze zmiennym szczęściem. Po nieudanych wyprawach polskich na Mołdawię (wojna polsko-turecka (1683–1699) i rosyjskich na Krym, nastąpiło zdobycie Budy w roku 1686, zdobycie Azowa przez Rosjan w 1696 i bitwa pod Zentą w 1697. Francuska próba wpływu na działania wojenne, jak zbombardowanie portu w Genui, nie zmieniły już oblicza wojny. Osmanowie zostali zmuszeni do podpisania pokoju w Karłowicach w 1699 roku.
Król Jan III Sobieski uniknął prowadzenia wojny na własnym terytorium, a za pieniądze cesarskie i papieskie sfinansował wyprawę, która otwierała przed Rzecząpospolitą szereg możliwości, co jednak nie zostało należycie wykorzystane. Za zasługi król otrzymał od papieża i Ludwika XIV odznaki zaszczytne.

### Spotkanie z cesarzem
Spotkanie z cesarzem Leopoldem I nastąpiło 15 września w miejscowości Schwechat, na południowy wschód od miasta, tam, gdzie swój obóz rozbiły polskie wojska. Wypadło ono chłodno. Cesarz nie zdjął kapelusza ani w chwili, gdy prezentowano mu królewicza Jakuba (ten afront uznano za odmowę cesarza w kwestii planowanego przez Sobieskiego małżeństwa Jakuba z córką Leopolda, arcyksiężniczką Marią Antoniną), ani gdy podczas przeglądu wojsk pochylały się przed nim polskie sztandary. Oburzyło to Sobieskiego i całe rycerstwo. Od tego spotkania stosunki uległy pogorszeniu. Austriacy przestali wojskom polskim dostarczać prowiant. Nie godzili się również na pochówek żołnierzy polskich w mieście wskazując pola i cmentarze dalej położone, gdzie chowani byli polegli żołnierze z armii tureckiej. Zdarzały się przypadki otwierania ognia do głodnych żołnierzy polskich usiłujących wejść do miasta. Utrudniali też pozyskanie statków potrzebnych do przewiezienia rannych i chorych do zorganizowanego w Preszburgu szpitala. Po tych działaniach wśród żołnierzy polskich pojawiły się opinie, że cesarz niepotrzebnie otrzymał odsiecz, cyt.:

Niechby ta pycha do szczętu wyginęła.

## Obchody i rocznice

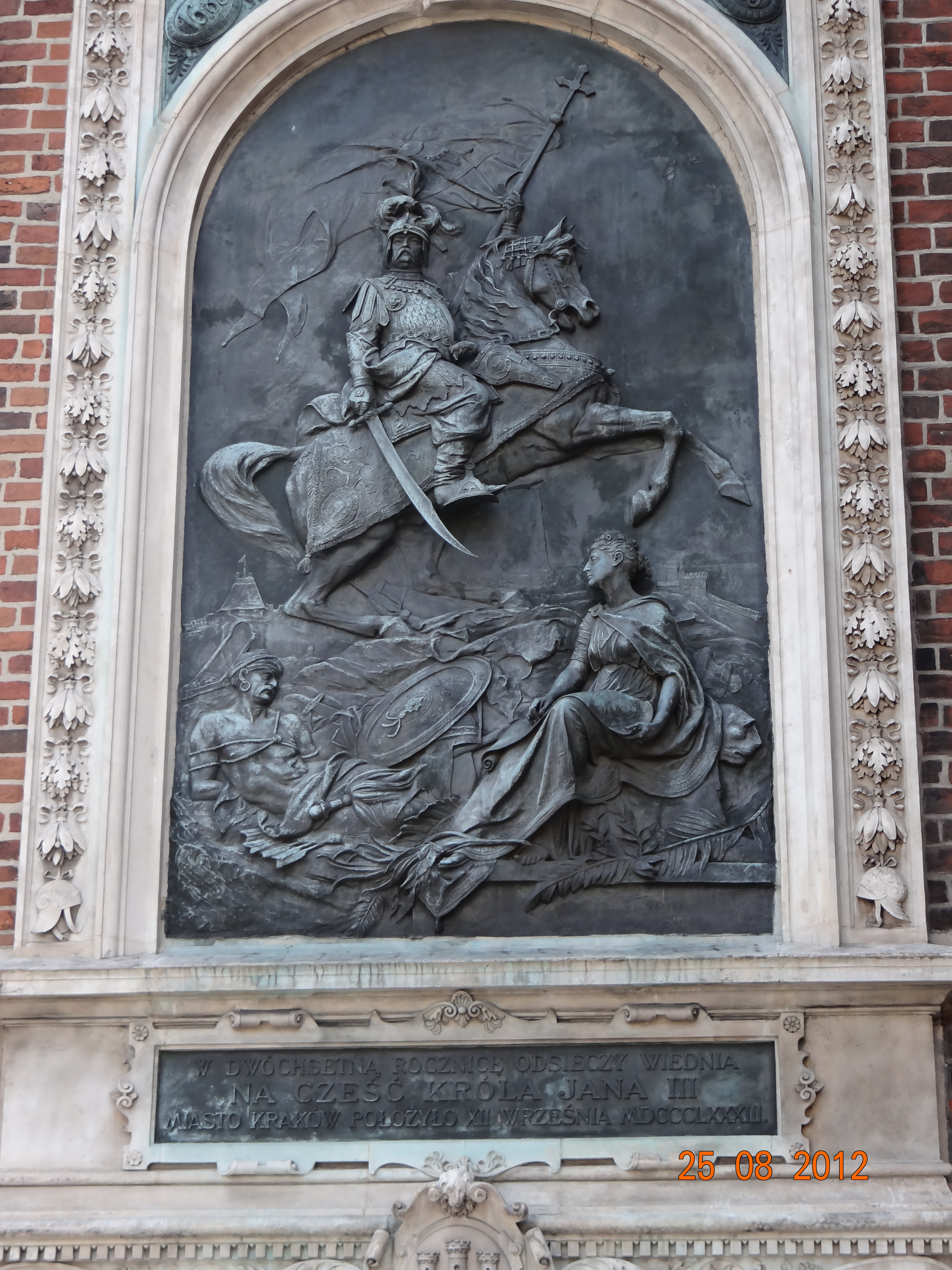
Tablica upamiętniająca odsiecz wiedeńską, wmurowana w ścianę kościoła Mariackiego w Krakowie w 200. rocznicę bitwy.

### Warszawa 1783
Setna rocznica bitwy była okazją do wystawnych obchodów. Na zorganizowanie uroczystości król Stanisław August wyasygnował sto tysięcy złotych. Wykpiono ten gest w złośliwym wierszyku: sto tysięcy karuzel, ja bym trzykroć złożył, by Stanisław skamieniał, a Jan III ożył.

### Kraków 1933
W 250. rocznicę bitwy zorganizowano Święto Kawalerii Polskiej. Defilada dwunastu pułków kawalerii, jaka odbyła się na krakowskich błoniach nie ma sobie równych w historii. Cała generalicja polska z marszałkiem Piłsudskim na czele oddała cześć przed sarkofagiem Jana III w katedrze wawelskiej. Na uroczystości zjechali się liczni dyplomaci zagraniczni. Obok toastu za jazdę polską wzniesiono toast na chwałę Turcji, w uznaniu jej wieloletniej postawy wobec Rzeczypospolitej (pomocy uchodźcom i obecnie podważanego przez ekspertów nieuznania rozbiorów).

### 1983 Obchody 300-lecia odsieczy
W Krakowie na błoniach odbyła się impreza masowa połączona z przelotem na małej wysokości samolotów bojowych.
Poczta Polska wprowadziła do obiegu cztery znaczki i blok.

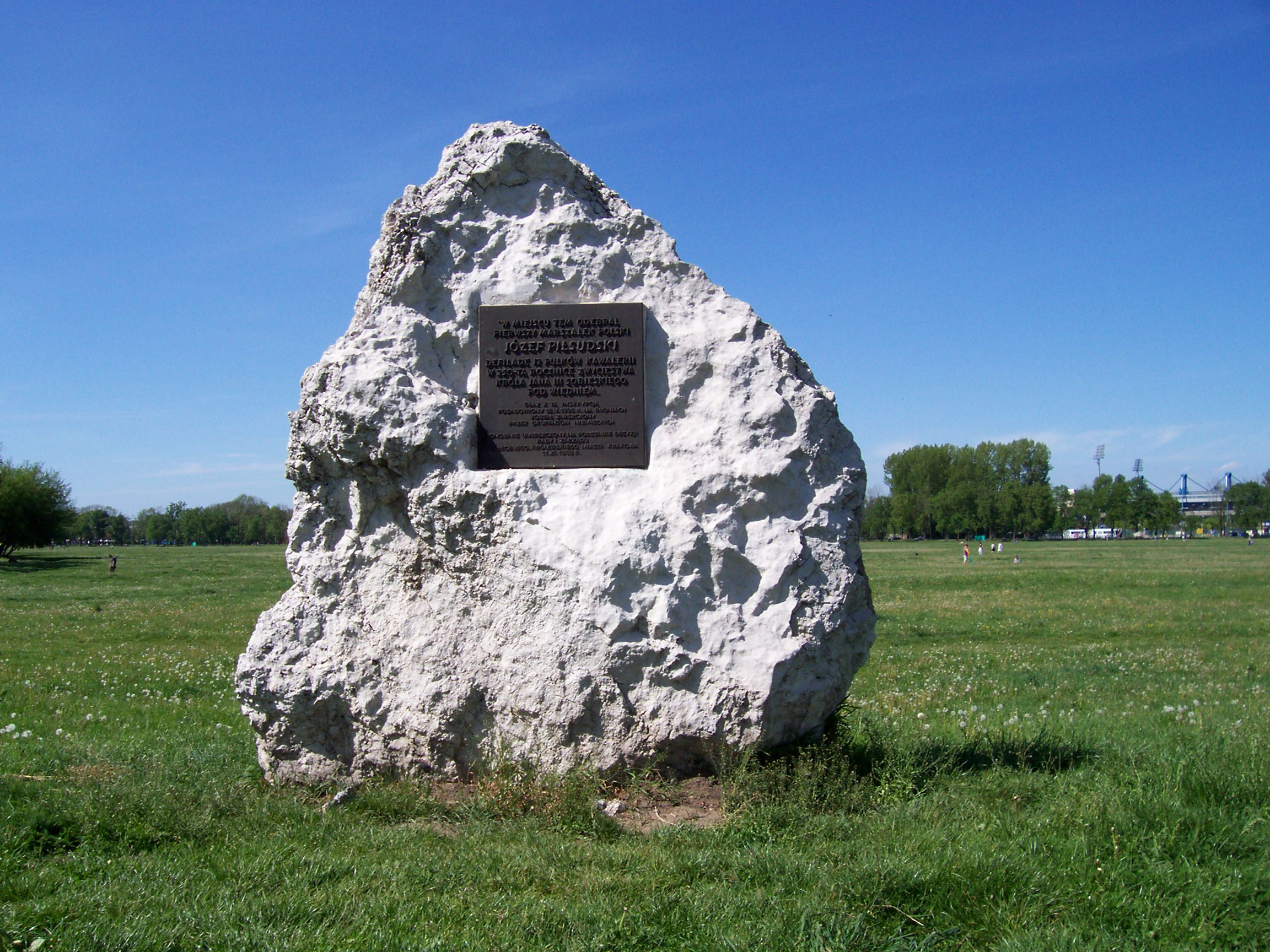
Pomnik 250. rocznicy zwycięstwa pod Wiedniem w Krakowie.

### Warszawa
Walki rycerstwa polskiego pod Wiedniem zostały upamiętnione na Grobie Nieznanego Żołnierza w Warszawie napisem na jednej z tablic, „WIEDEŃ 12 IX 1683”.

### Kraków 2008
325 rocznica odsieczy Wiednia zorganizowana przez władze Krakowa miała również charakter uroczysty, w ramach obchodów m.in. otwarto wystawę na Wawelu „Pamięć o wiedeńskiej odsieczy”, w Sukiennicach ustawiono wielką kopię obrazu Jana Matejki „Jan III Sobieski wysyła wiadomość o zwycięstwie papieżowi Innocentemu XI”, 13 września 2008 r. na Błoniach odbyła się inscenizacja historyczna „Venimus, vidimus, Deus vicit”, 14 września 2008 r. odbył się przemarsz orszaku królewskiego i wojsk odtwarzany przez grupy historyczne „Triumf Króla Jana III Sobieskiego” na trasie Błonia – Wawel – Rynek oraz szereg innych imprez towarzyszących.

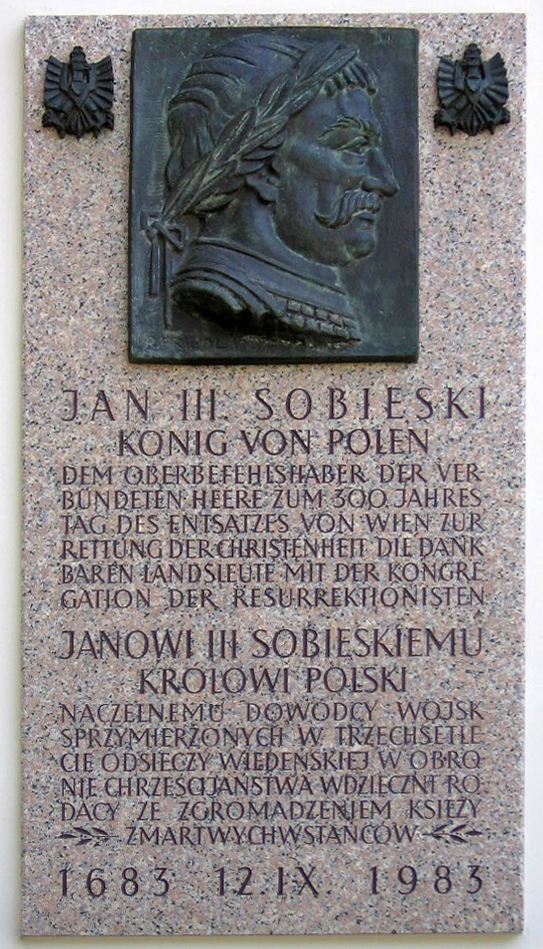
Tablica pamiątkowa umieszczona na Kahlenbergu

## Upamiętnienia
- Z okazji zwycięskiej bitwy Johann Kaspar Kerll skomponował uroczystą mszę Missa in fletu solatium obsidionis Viennensis.
- 50 złotych 1983 300 lat odsieczy wiedeńskiej.
- 12.09.1983 – dla upamiętnienia 300. rocznicy Odsieczy Wiedeńskiej Poczta Polska wprowadziła do obiegu serię składającą się z 4 znaczków (numery katalogowe 2730-2733) oraz blok nr 123[33].
- Szwedzki zespół heavymetalowy Sabaton nagrał o tych wydarzeniach utwór pt. „Winged Hussars”.